# Nordisk familjebok
Das Nordisk familjebok (Konversationslexikon och Realencyklopedi in schwedischer Sprache) ist in seiner ersten Auflage ein Konversationslexikon. Seit der zweiten Auflage hat es den Umfang einer Universalenzyklopädie angenommen. Es ist neben dem dänischsprachigen Salmonsens Konversationsleksikon das umfangreichste Nachschlagewerk im skandinavischen Sprachraum.
Schon im Jahr 1874 stellte der Verleger, Buchdrucker und Zeitungsherausgeber Christian Emanuel Gernandt in Stockholm einen Redakteur an, um eine Enzyklopädie in sechs Bänden herauszugeben. Die erste Auflage, deren erster Band 1876 erschien, wurde allerdings erst mit 18 Bänden im Jahr 1896 und zwei Ergänzungsbänden im Jahr 1899 fertig. Die bisher größte schwedische Enzyklopädie war mit 38 Bänden die zweite Auflage, die von 1904 bis 1926 veröffentlicht wurde. Im Jahr 1958 erschien der letzte Band der vierten Auflage. Das Redaktionsarchiv der ersten und zweiten Auflage ist in der Handschriftensammlung der Königlichen Bibliothek in Stockholm zu finden. Die erste und die zweite Auflage sind gemeinfrei und online benutzbar. Auch die vierte Auflage steht digitalisiert zur Verfügung.

## Auflagen
- 1. Auflage, 1876–1899 (Band 1–18 + Supplementbände 19–20)
- 2. Auflage, 1904–1926 (Band 1–34 + Supplementbände 34–38)
- 3. Auflage, Nationalauflage 1923–1939 (20 Bände)
- 4. Auflage, 1951–1958 (Band 1–22)
- 5. Auflage, 1994, Nordisk Familjebok 1994 (2 Bände)

Quelle